# Esoterie in de klassieke oudheid
Esoterie in de klassieke oudheid is het geheel van esoterische fenomenen in de Grieks-Romeinse wereld, zoals magie, waarzeggerij, astrologie en alchemie. Deze fenomenen waren wijdverbreid in alle lagen van de samenleving, en hadden raakpunten met de toenmalige religie, filosofie en wetenschap. Er zijn zowel archeologische als tekstuele bronnen, bestaande uit epigrafieën, klassieke literatuur en opgegraven teksten met recepturen en spreuken. De esoterie in de klassieke oudheid vormt een basis voor de verdere westerse esoterie.
Magie en waarzeggerij behoren tot de oudste esoterische praktijken en worden vermeld in de vroegste Griekse literatuur (8e eeuw v.Chr.). Astrologie en alchemie komen daarentegen op in de hellenistische tijd (circa 300 - 30 v.Chr.) en ontwikkelen zich vooral in de Romeinse keizertijd. Vaak gaat het bij esoterische praktijken om zaken die geen deel uitmaken van de publieke, mainstream religie en door de staat onderhouden cultussen. Een uitzondering vormen de orakels. Omdat men vreesde voor kwalijke gevolgen van magie en astrologie, werden deze kunsten herhaaldelijk door autoriteiten veroordeeld. Niettemin ontstonden in het keizerrijk nieuwe en complexere vormen van bijvoorbeeld magie.

## Wereldbeschouwing
In de klassieke oudheid houdt esoterie het midden tussen religie, volksgeloof, filosofie en in mindere mate wetenschap, met praktijken die veelal gepaard gaan met een zekere geheimhouding, individuele spiritualiteit en afwijking van de gangbare opvattingen over bijvoorbeeld godsdienst en wat kennis inhoudt.
Wat aan esoterie ten grondslag ligt, is een wereldbeschouwing waarin de kosmos een bezielde, levende eenheid is (holisme), waarbinnen de mens, het goddelijke, de hemel en de aarde onderling verbonden zijn in een hiërarchische relatie (microkosmos-macrokosmos). Daartussen zouden occulte krachten werkzaam zijn. Die krachten en de hiërarchische verbondenheid van de aarde en de hemelsferen zouden het binnen deze wereldbeschouwing mogelijk maken om, al dan niet met behulp van geestelijke wezens, aan nieuwe inzichten, mogelijkheden en mystieke kennis (gnosis) te komen. Dit zou magie, waarzeggerij en astrologie mogelijk maken. Volgens sommige strekkingen kon dit vervolgens resulteren in verlossing of eenwording met het goddelijke, zoals bij het neoplatonisme en gnostische religies (eerste eeuwen n.Chr.). Esoterische kennis pretendeert vooral absoluut en alternatief aan gangbare inzichten te zijn, vaak gepaard gaande met geheimzinnigheid. Vandaar dat esoterische kennis ook wordt voorgesteld als openbaringen van wijzen en profeten als Zoroaster en Hermes Trismegistus.
Met de verbreiding van de Griekse cultuur door de rijken van Alexander de Grote en zijn opvolgers en vervolgens de uitbreiding van het Romeinse rijk traden verstedelijking, grotere sociale mobiliteit, multiculturalisme en cultuurrelativisme op. Dit leidde tot een toenemende heterodoxie, syncretisme en een groeiende behoefte aan een nieuwe, persoonlijkere religieuze beleving, naast de officiële staatscultussen. Aan die behoefte kwamen wijsgeren, profeten, wonderdoeners, magiërs, waarzeggers, gnostische religies en mysteriecultussen zoals het orfisme tegemoet. Daarnaast ontwikkelden (midden-/neo-)platonisten, stoïcijnen en (neo-)pythagoreeërs theorieën die filosofie een religieuze allure gaven, terwijl nieuwe religies filosofische noties overnamen als theoretische grondslag. Naast filosofie maakte men bij esoterische ideeën en praktijken ook gebruik van wetenschappelijke kennis, zoals botanie (kruiden voor magie), metallurgie (alchemie) en wiskunde (astrologie).

## Filosofie en religie
De Griekse filosofie droeg bij tot de ontwikkeling en verbreiding van ideeën die gangbare esoterische opvattingen zouden worden. In de hellenistische periode werd religie prominenter in de filosofie, en vooral in de Romeinse keizertijd groeiden filosofie en religie naar elkaar toe, waarbij ook Midden-Oosterse invloeden een rol speelden.

### Pythagorisme
De vroege pythagoreeërs vormden een mystiek-filosofisch broederschap dat zich bezighield met vroege wiskunde, getallenmystiek en het nastreven van individuele reinheid van lichaam en geest via ascetisme. Men geloofde in een onsterfelijke ziel en in reïncarnatie (metempsychosis) en stelde de kosmos voor als een goed geordend en harmonieus geheel. De zeven planeten die men onderscheidde, zouden in hun eigen sfeer rondom de aarde draaien en daarbij een fijne muziek veroorzaken met wiskundig bepaalde intervallen (harmonie van de sferen). Muziektonen correspondeerden met die hemelsferen, en men ontdekte wiskundige verhoudingen in die tonen. Volgens pythagoreeërs vormden getallen dan ook het ordenende principe in de wereld.

### Stoïcisme
Volgens het stoïcisme werden de bezielde kosmos en het individuele leven bepaald door een goddelijke rede of wet (de Logos). Daarbij is sprake van een strikte causaliteit en noodlot (heimarmene). Daar sloot de notie van kosmische sympathie (sympatheia) op aan: wat noodzakelijk moet gebeuren met een deel, is van invloed op het geheel. De hemelsferen, sterren en hemellichamen zouden dan ook van invloed zijn op het aardse leven. Deze noties werden overgenomen door het neoplatonisme en waren van invloed op de astrologie.

### Platonisme
Plato nam enkele noties van het pythagorisme over, waaronder reïncarnatie. Voor hem was de ziel het onsterfelijke en ware wezen van de mens dat deelnam aan de principes van het goede en goddelijke. Het lichaam was slechts een tombe. Ook stelde hij de planeten voor als levende, goddelijke wezens die onderling waren verbonden met een ziel. In het neoplatonisme vanaf de 2e eeuw worden theorieën uitgewerkt om voor de ziel na het aardse leven verlossing te vinden en goddelijke krachten te benutten om de ziel af te stemmen op het transcendente en intrinsiek goede goddelijke, bijvoorbeeld via theürgische magie.
Een dergelijke focus op spiritualiteit begon met het hellenistische middenplatonisme (1e eeuw v.Chr.), dat tevens een voedingsbodem was voor gnostische religies, waarin men geloofde dat verlossing en zelfs vergoddelijking al tijdens het leven te vinden was in het bereiken van gnosis, kennis van het wezen der dingen en van de transcendente god. Al deze stromingen benutten de noties van een harmonieuze kosmos als bezielde eenheid met meerdere hemelsferen en goddelijke krachten. Sinds het middenplatonisme en het contemporaine neopythagorisme groeide de overtuiging dat Plato's filosofie terugging op die van Pythagoras en Midden-Oosterse culturen, zoals de Perzen en Egyptenaren (platonisch oriëntalisme). Oosterse bronnen en ideeën werden in de keizertijd dan ook gecombineerd met Griekse filosofie en mystiek, waarbij men zocht naar overeenkomsten tussen de diverse bronnen.

### Openbaring en verlossing
De Grieken en Romeinen waren traditioneel weinig bekend met het fenomeen van de openbaring van goddelijke, mystieke of esoterische kennis. Dit verschijnsel is joods (vanaf de 3e eeuw v.Chr.) en hangt samen met het geloof in de mogelijkheid tot een hemelvaart (zoals het aanschouwen van Gods troonwagen) door uitverkoren personen. Dit geloof werd een belangrijk onderdeel van de joodse mystiek in de late oudheid, blijkens de hechalot-literatuur. Het kwam in de eerste eeuwen ook voor bij het vroege christendom en gnostische religies voor, waar het geloof in verlossing en het opstijgen van de ziel doorheen de hemelsferen tevens werd verbonden met de filosofische noties van kosmische sympathie en heimarmene.
Vanaf de laat-hellenistische periode werd de legendarische Hermes Trismegistus beschouwd als een profeet die kennis aan de mens had geopenbaard over magie, astrologie en alchemie. Tevens zou hij de weg hebben gewezen tot het verkrijgen van gnosis. Naast de verspreiding van openbaringsliteratuur won het begrip gnosis aan belang en stond het centraal in het manicheïsme, het mandeïsme, de gnostiek en het hermetisme, een syncretistische religie met Egyptische, Griekse en joodse invloeden. Als bron van esoterische kennis gold Hermes Trismegistus later ook als autoriteit voor neoplatonisten zoals Jamblichus en Proclus, maar ook bij sommige christenen.

## Magie
Het woord magie is van Perzische afkomst, en zowel Grieken als Romeinen associeerden magie met Meden, Perzen, Syriërs en Babyloniërs. Mogelijk waren er Mesopotamische invloeden op de ontwikkeling van magie in de Myceense periode of in de 8e eeuw v.Chr. Men kende verschillende vormen, en er bestonden professionele magiërs die men kon inschakelen tegen betaling. Het doel was om een gegeven situatie eenzijdig te manipuleren door op rituele wijze een beroep te doen op een onzichtbare kracht (dynamis), zoals van de doden, demonen of goden. Het doel kon kwaadaardig (zwarte magie) zijn, of goedaardig (witte magie), zoals bij medicinale spreuken, exorcisme of voor het succesvol maken van een kunstwerk.
Magie was deel van het volksgeloof, maar werd tevens bedreven in onder andere joodse gemeenschappen, gnostische stromingen en (mysterie)cultussen in bijvoorbeeld Efeze, een belangrijk centrum voor magie. In de hellenistische en Romeinse keizertijd wordt magie in toenemende mate syncretistisch, en worden elementen opgenomen uit onder andere de Hebreeuwse, Egyptische en Mesopotamische cultuur. Hoewel magie was verbonden met religie, maakte het geen deel uit van de geaccepteerde publieke godsdienst, maar bleef het een private en geheime aangelegenheid. In Romeinse bronnen associeerde men magie vooral met waarzeggerij, maar sommigen zagen magie als deel van de filosofie. In de hellenistische en vooral Romeinse keizertijd werd de legendarische figuur Hermes Trismegistus gezien als vermeende bron van magische, astrologische en alchemistische kennis.

### Wetgeving

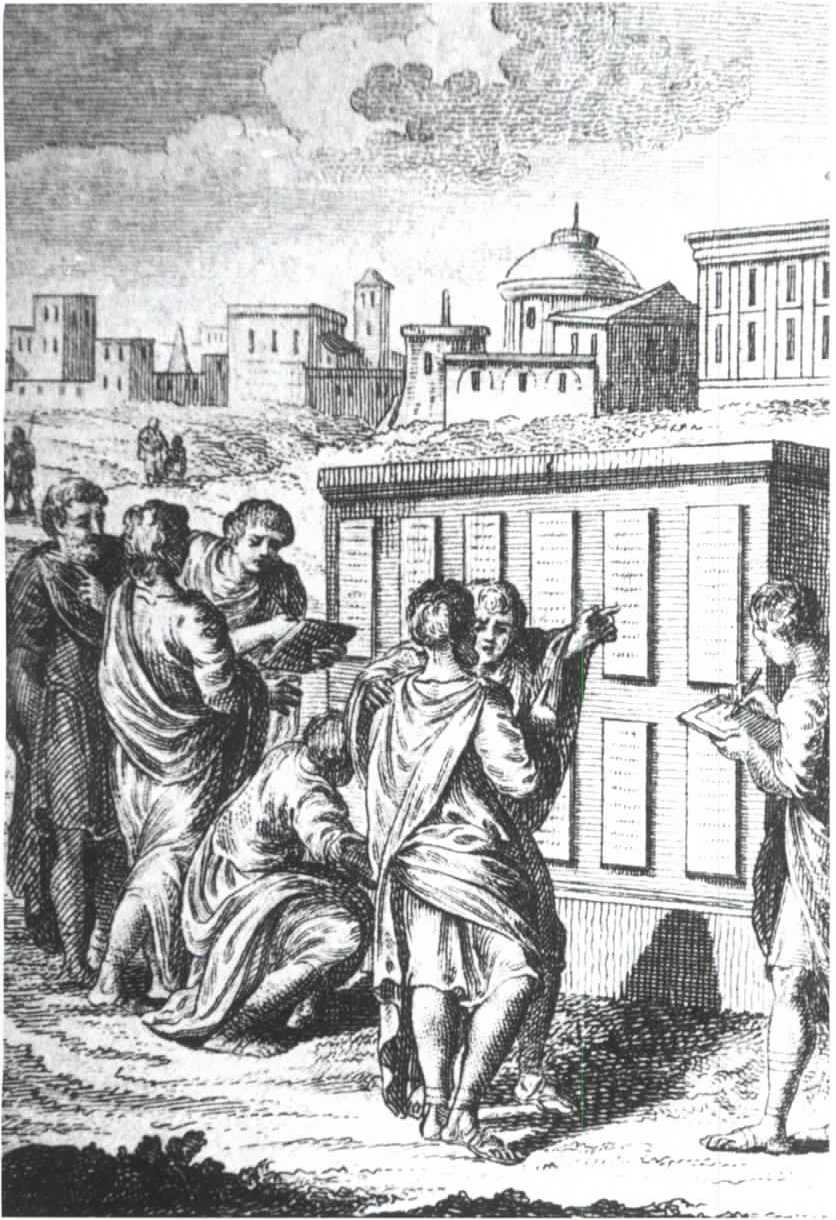
In de Twaalf Tafelen, vroege Romeinse wetten, worden de schadelijke gevolgen van magie gesanctioneerd, maar magie als zodanig niet.

In oud-Griekse en Romeinse wetteksten werd magie (als onderdeel van de religie) veroordeeld uit vrees voor de mogelijk schadelijke gevolgen ervan. Personen die zich met magie inlieten, werden soms vervolgd omdat ze werden beschouwd als goddeloos of schadelijk voor de samenleving. Het praktiseren van magie als zodanig leidde echter niet tot vervolging. In de Romeinse keizertijd volgden diverse maatregelen van staatswege om magische kennis en praktijken in te perken, zoals het verbranden van magische handboeken en een verbod op de handel in bepaalde kruiden.

### Magiërs

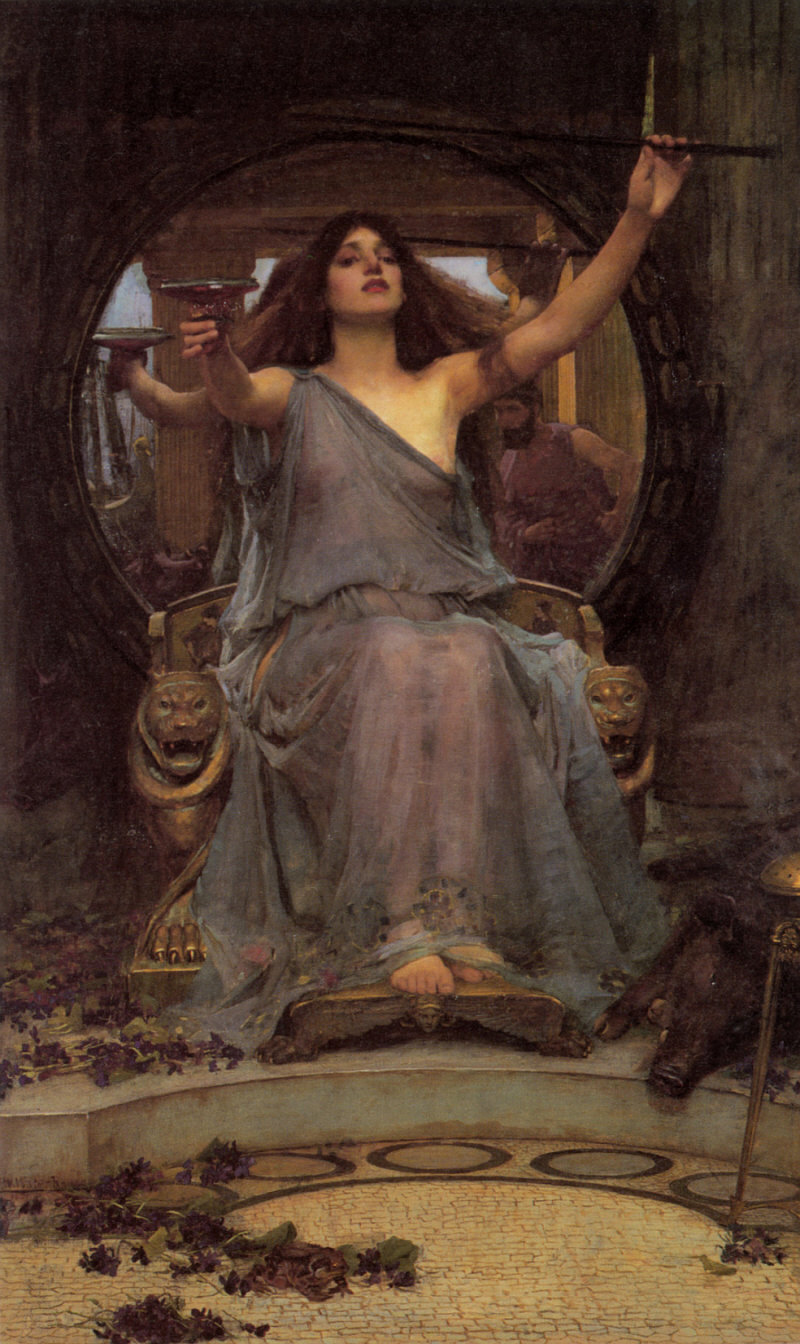
Mythische vrouwen als Circe (afbeelding) en Medea stonden bekend om hun toverkunsten. De vrouwelijke magiër (heks) werd mettertijd negatiever voorgesteld, en werd een populair figuur in de Romeinse literatuur. De meeste voorstellingen behoren tot een geheel fictieve traditie.

In de klassiek Griekse periode (5e en 4e eeuw v.Chr.) verwees men met goêtes en magoi naar 'tovenaars' en 'magiërs', die in de literatuur vaak worden gekarakteriseerd als charlatans en bedelaars. In opdracht vervaardigden ze volgens bronnen plaques met vloeken, genazen ze zieken, en werkten ze aan het welzijn van de ziel in het hiernamaals. Onder hen waren de zogeheten psychagôgoi, 'geestenaanroepers'. Men kende tevens engastrimythoi, 'buiksprekers' met demonen in de buik die via de mond boodschappen gaven. Het beeld van de mannelijke magiër werd echter vooral geprojecteerd op oosterse volkeren. De Griekse en Romeinse literaire traditie over vrouwelijke heksen zoals Medea en Circe is vrijwel helemaal fictief. Vooral in Romeinse literatuur werden dergelijke figuren populair. Vanaf de hellenistische tijd werden magiërs soms ook mystagogoi genoemd, oorspronkelijk priesters die nieuwe leden inwijdden in een mysteriecultus.

### Goëtia versus theürgie
Naast de min of meer gangbare vorm van magie (mageia) onderscheidde men globaal goëtia (goêteia) en theürgie (theourgia). Goêtia betekende 'tovenarij' en had een uitgesproken negatieve en obscure reputatie. Theürgie was daarentegen een elitaire vorm van magie die ontstond in Egypte en zich verbreidde in de keizertijd onder bijvoorbeeld rabbijnse kringen, gnostische stromingen en neoplatonisten als Jamblichus. Het betekende 'bedwingen van de goden' en had als concreet doel om specifieke goddelijke krachten aan te wenden en dichter bij het goddelijke te komen. Dat kon mede door middel van attributen en het uitspreken van speciale godennamen (onomata barbara). Theürgie was een filosofisch-theoretische en zeer geritualiseerde vorm van magie met liturgische elementen, met als doel om in contact te komen met het goddelijke. Er circuleerden teksten over, zoals de Chaldeïsche orakelen. Met theürgie geloofde men godenbeelden te kunnen bezielen met demonen.

### Rituelen
In haar vroegste vorm was magie tamelijk eenvoudig, maar in de loop van de hellenistische periode werd ze steeds complexer. Bij het praktiseren van magie hoorde allereerst een aanroep (invocatio, klesis) met bepaalde epitheta om een god in een van zijn aspecten aan te roepen (aretalogia). Vaak wendde men zich tot goden van de onderwereld zoals Hermes, Persephone en Hecate. Soms werden tevens onbegrijpelijke woorden of reeksen van klinkers (voces magicae) geuit. Een vroeg voorbeeld zijn de Ephesia grammata, maar het geloof in de magische kracht van klankreeksen is vooral een karakteristiek van hellenistische Greco-Egyptische magie. Ook werd de wens (het doel van de handeling) geuit en werd de god eventueel herinnerd aan vorige handelingen die deze had verricht. Vervolgens moesten de juiste fysieke handelingen worden uitgevoerd (praxis). Die konden bestaan uit het maken van bewegingen, geluiden, offers en het gebruiken van drugs.

#### Offers
Het offer was een belangrijk onderdeel van de klassieke religies, ook binnen de magie. Het doel van het offer was om de gunst van een god, demon of overleden persoon zoals een gladiator of held (heros) te verkrijgen, en om een persoonlijke band (xenia) met hen te smeden. Magiërs konden offervoorschriften naar wens aanpassen, zodat diverse vormen voorkomen in overgeleverde magische voorschriften, de zogeheten Griekse magische papyri (2e eeuw v.Chr. - 4e eeuw.). Soms moet het offer 's nachts gebeuren, of het offer moet door de offeraar in zijn eentje geconsumeerd worden, niet in groepsverband.

#### Materiaal
Ingrediënten konden net als gif en toverspreuken worden aangeduid als pharmakon. Medicinale kruiden werden gebruikt bij spreuken voor ziekte, gezondheid en erotiek. De oogst van dergelijke planten ging soms gepaard met magische rituelen, zoals aanroepingen en het begraven van koeken. Een tweede categorie ingrediënten vormden de reukwaren, zoals mirre, hars en honing. Daarnaast was er een restcategorie van sporadisch gebruikte ingrediënten, zoals stenen, delen van hagedissen en uitwerpselen, maar ook materiaal (ousia) van het te betoveren slachtoffer. De gedetailleerdheid van recepten kon erg verschillen: soms volstonden bijvoorbeeld 'bloemen van het seizoen', soms ook moest een ingrediënt uit een bepaalde plaats of regio komen.

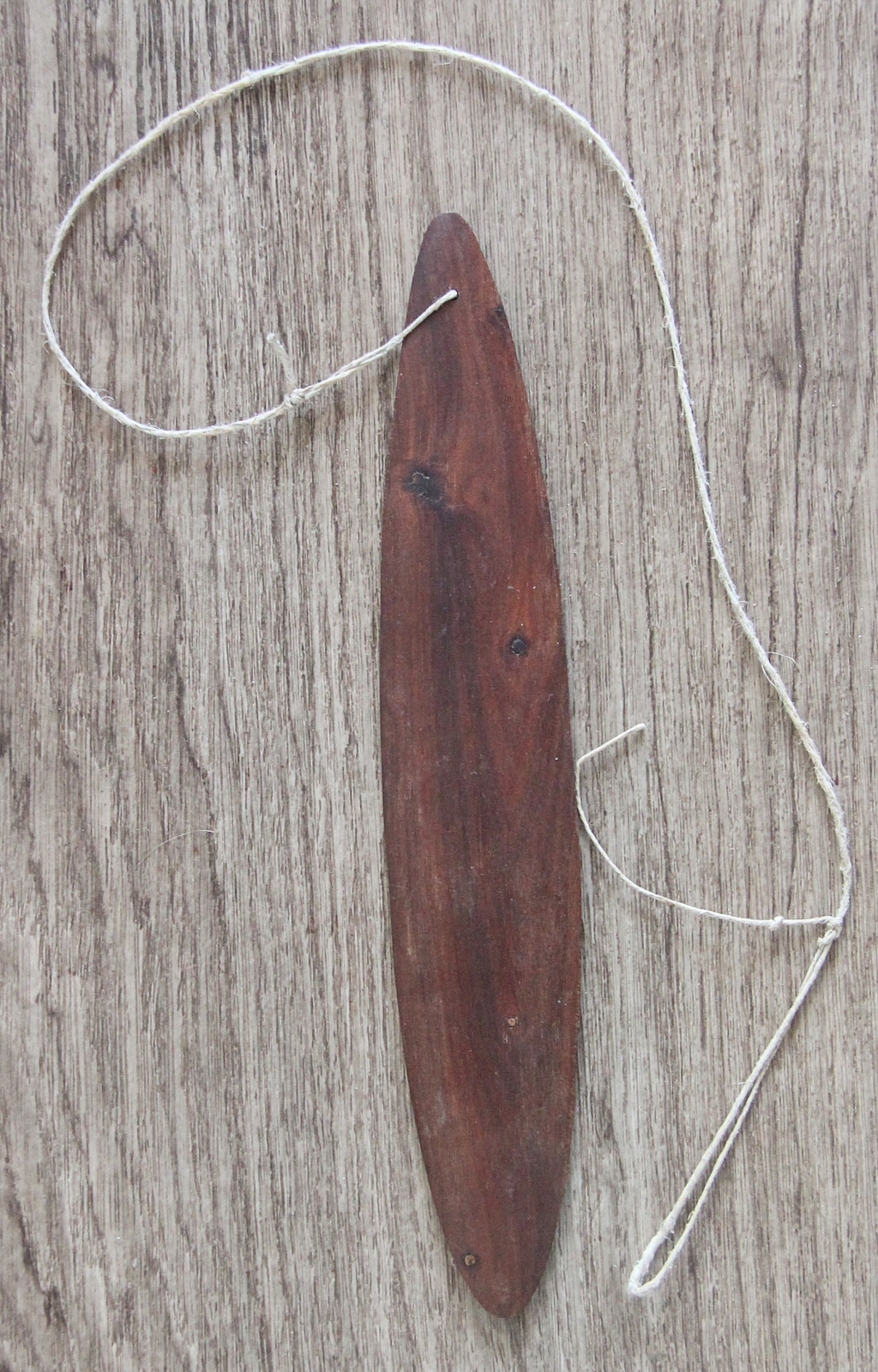
Een snorrebot (rhombus), een eenvoudig instrument dat in ceremonies en magische rituelen werd gebruikt.

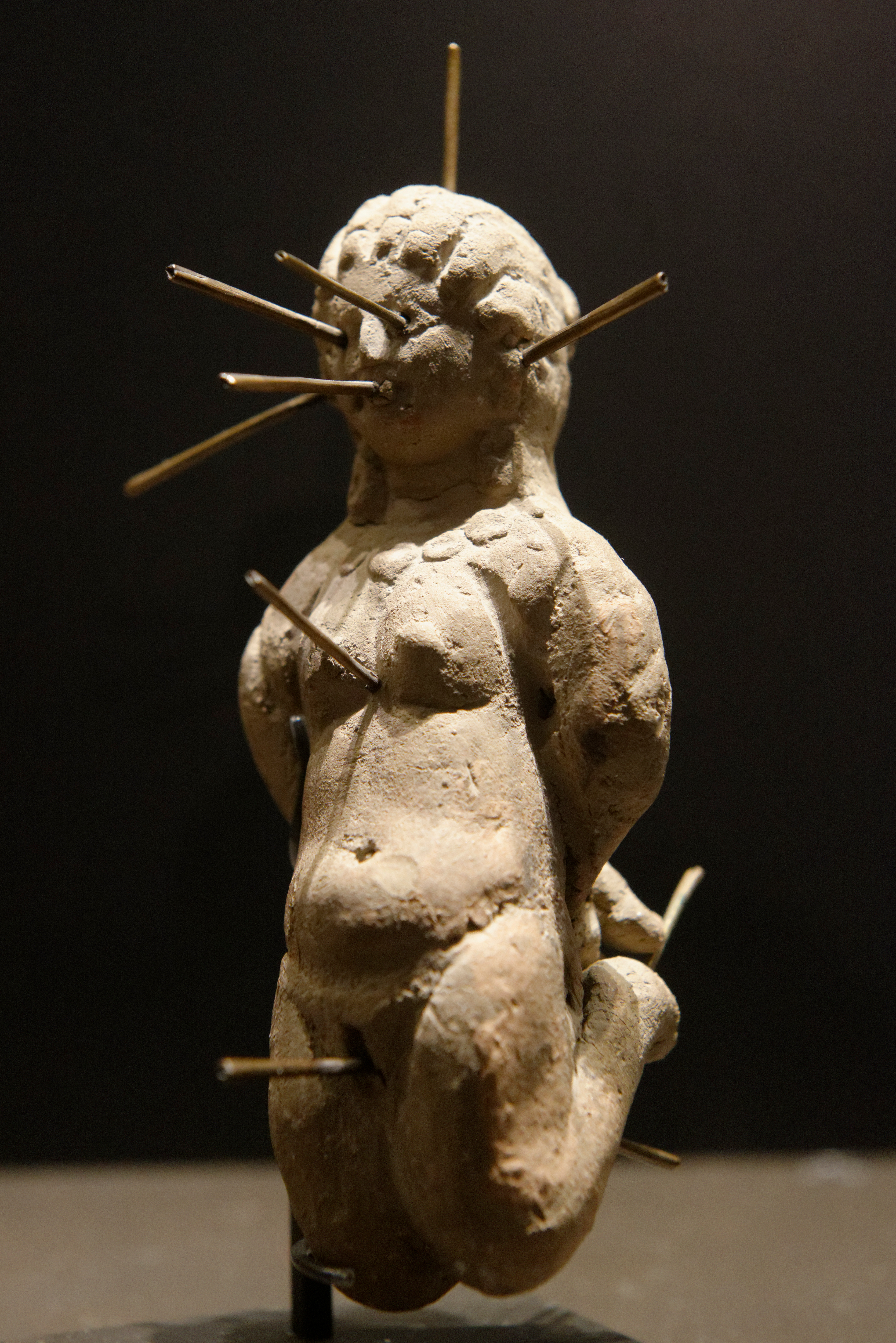
Een Griekse voodoopop (kolossos), bewaard in het Louvre, Parijs.

Daarnaast bestonden recepten voor het vervaardigen van figuurtjes (kolossoi), zoals de symplegma: een voorstelling van een koppel in erotische verstrengeling. Op figuurtjes voerde men handelingen uit die door moesten werken op een bepaald persoon. Dit gold ook voor geesten van de doden. Zulke voodoofiguurtjes zijn in heel het Greco-Romeinse cultuurgebied gevonden. Instrumenten die de magiër kon gebruiken, waren een staf, snorrebot (rhombus), een ring en een gong. Een magiërsset uit de 3e eeuw is in Pergamum opgegraven. Die bestaat uit een bronzen tafel met symbolen, een bord met symbolen, een grote bronzen spijker met letters erop, twee bronzen ringen, en drie gepolijste zwarte stenen met de namen van entiteiten erop.

#### Soorten spreuken
Magische recepten zijn teruggevonden op potscherven (ostraka), lood en papyrus. Daarin staan onder meer te gebruiken middelen, uit te voeren handelingen, en uit te spreken woorden zoals hymnen en toverwoorden. De teksten op lood werden dubbelgevouwen, gefixeerd met een spijker, en weggestopt in bijvoorbeeld de grond of een waterbron. Ze vertonen standaardformules die op vaste, lege plaatsen werden ingevuld. Een standaardvorm was de bindspreuk (katádesmos, defixio), die een bepaald persoon moest vervloeken. Men poogde daarmee een potentiële liefdespartner voor zich te winnen of een concurrent/opponent uit te schakelen. De bindspreuk was typisch Grieks en werd minstens gebruikt vanaf de 5e eeuw v.Chr. Tegen de 2e eeuw n.Chr. komen ze doorheen het Romeinse rijk voor, ook in het Latijn.
Spreuken voor liefdesmagie heetten philtra. Een variant daarop was de jynx, naar de gelijknamige vogel. De vogel werd aan een wiel vastgebonden, met als doel een beminde aan te trekken tot de minnaar. In de Romeinse keizertijd werd de jynx een wielvormig instrument dat door magiërs werd rondgedraaid bij liefdesrituelen. De agôgê was een spreuk met als doel het slachtoffer inwendig te martelen totdat deze zijn/haar huis verlaat en naar de minnaar komt. Een variant daarop was de empyron, waarbij lichaamsmateriaal van het slachtoffer werd verbrand om deze te manipuleren. De charitêsion was een amulet of spreuk die de charmes en aantrekkelijkheid (charis) moesten vergroten.

### Amuletten

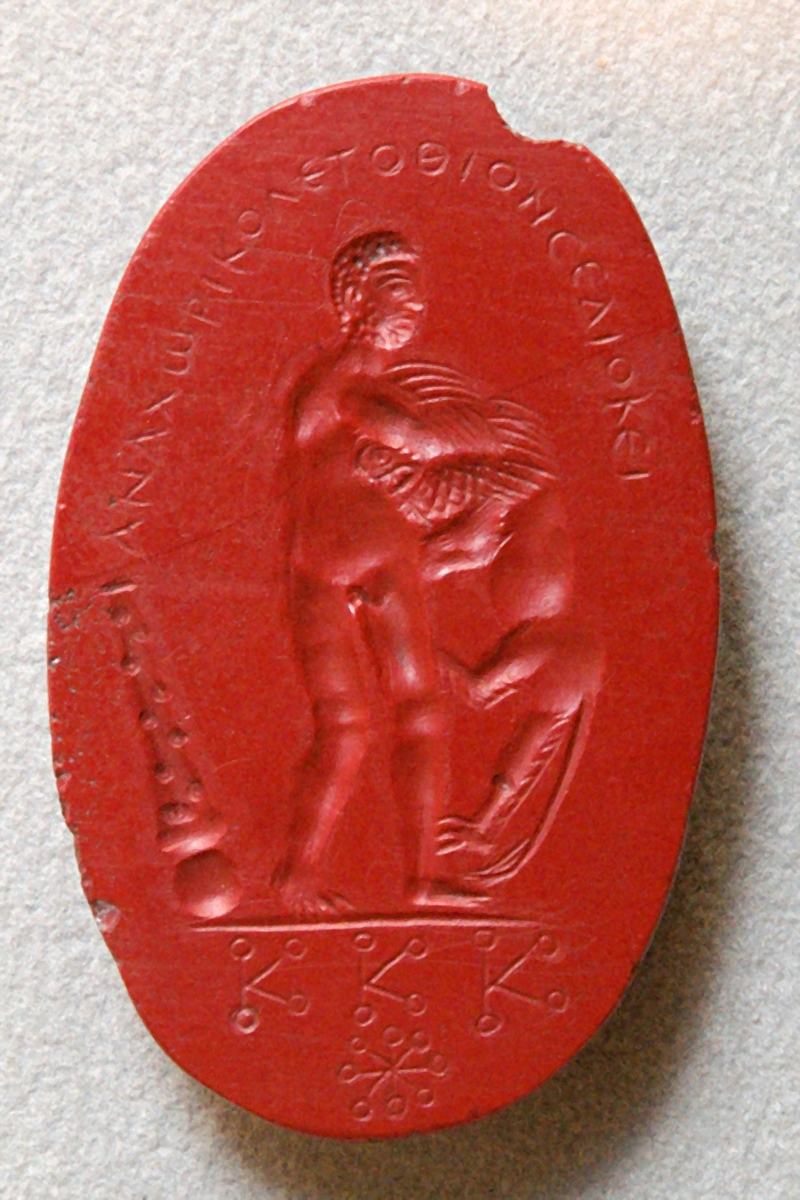
Een gegraveerde steen, jasper, met een magische functie.

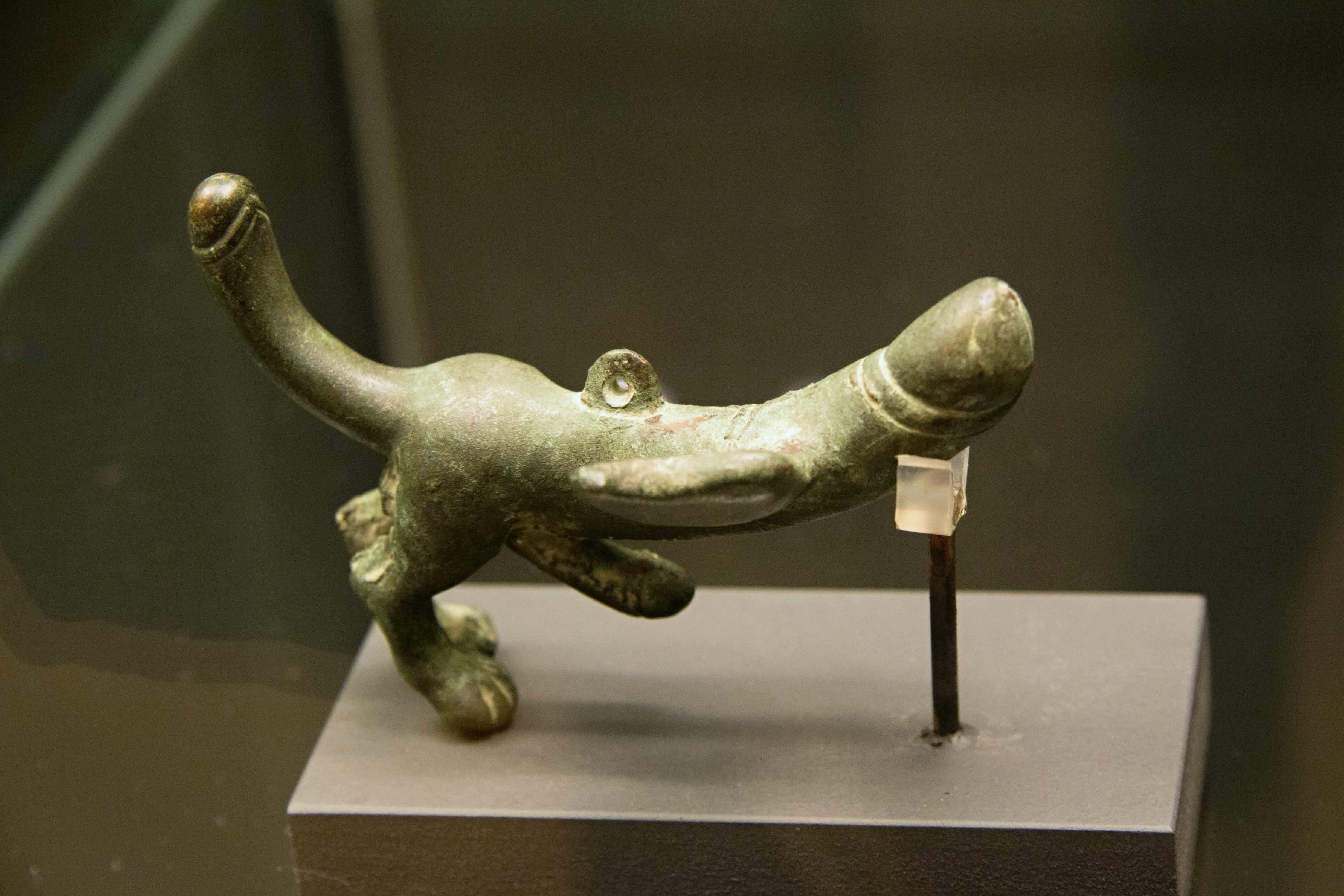
Een Romeinse fallus-talisman (tintinnabulum) als bescherming tegen kwade krachten.

Amuletten (periammata, periapta, amuleta) werden in heel het Greco-Romeinse cultuurgebied doorheen de klassieke oudheid door polytheïsten en monotheïsten gebruikt voor met name genezing en bescherming (een apotropaeon, phylakteria). Een probaskania zou bijvoorbeeld beschermen tegen het boze oog, en een fallus-amulet (tintinnabulum) zou beschermen tegen allerlei onheil. Andere doeleindes waren het verzekeren van liefde, populariteit, gunsten, overwinningen in recht en handel, en algeheel geluk. Een theürgisch doeleinde was om een persoon middels een amulet in contact te brengen met zijn of haar beschermgeest.
Amuletten werden vooral veel geproduceerd vanaf de 2e eeuw. Ze waren divers in type en productiewijze, maar tamelijk uniform qua vorm en stijl. Voor het vervaardigen van amuletten bestonden formularia. Na de vervaardiging volgde soms een rituele, magische inwijding ervan (apotelesma, kathierosis, telete).
Vroege amuletten bestonden uit organisch materiaal en waren onbeschreven. Mettertijd, met name in de keizertijd, werden beschreven amuletten couranter en gebruikte men tevens metaal, papyrus of halfedelsteen. Voorbeelden zijn de gegraveerde abraxasstenen, vervaardigd uit onder meer sardonyx, beril, onyx en chalcedoon. Ze konden worden gedragen als ring en bevatten zowel figuratieve voorstellingen (goden en demonen) als (onbegrijpelijke) teksten, waaronder palindromen en Ephesia grammata. De reden voor de materiaalkeuze is vaak onduidelijk. Een ander voorbeeld zijn de dunne metalen plaatjes (lamellae) die met een stilus werden gegraveerd, opgerold en meegedragen. Goud en zilver werden vooral gebruikt voor beschermende amuletten, maar lood voor vloeken. Goud en zilver stonden respectievelijk voor de heldere hemellichamen Helios (zon) en Selene (maan), maar lood stond voor de zwaarmoedige Saturnus/Kronos.

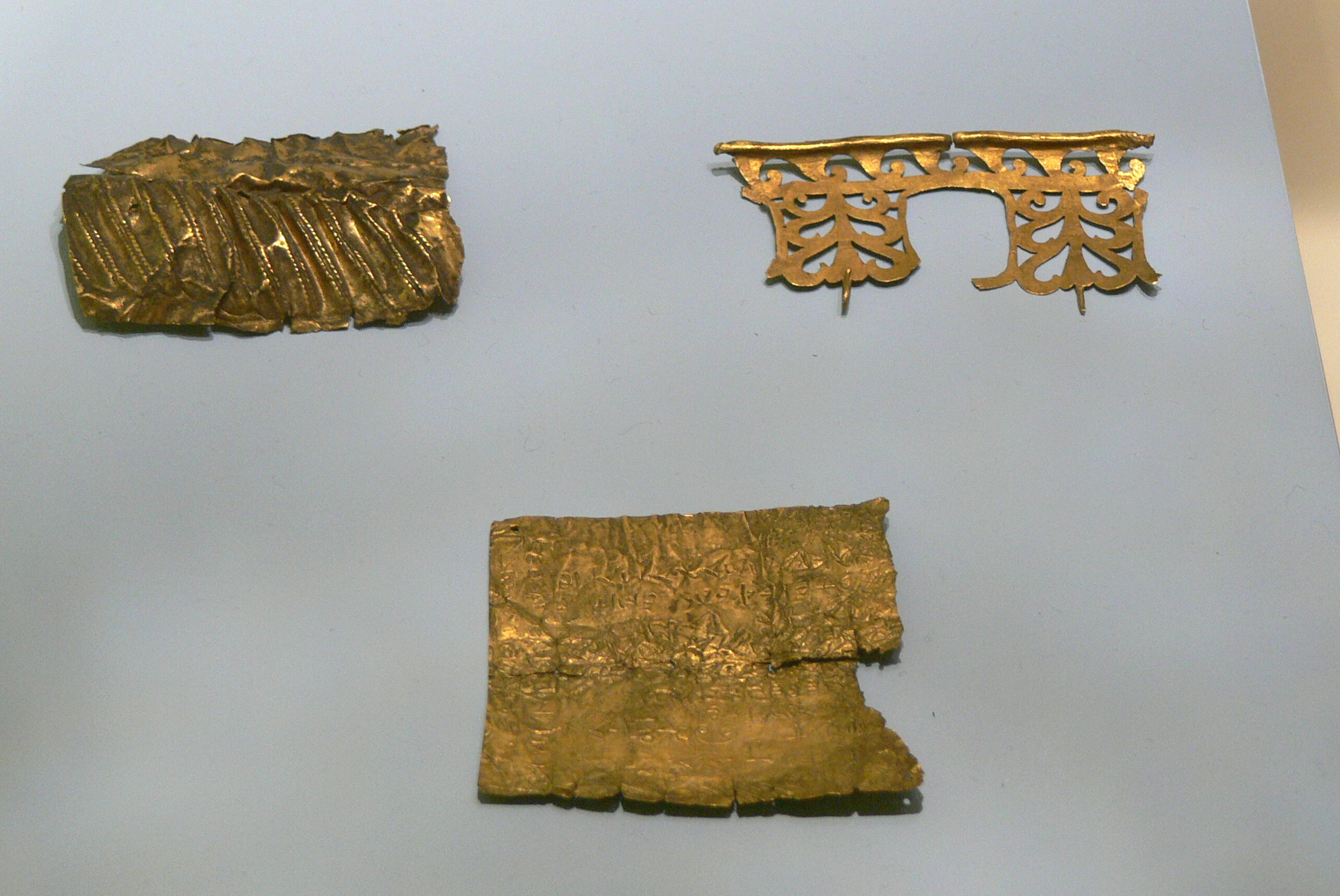
Gnostisch gouden amulet met Griekse inscriptie en magische symbolen. Van circa 260, Lauingen, Beieren. Duits Nationaal Museum, Neurenberg.
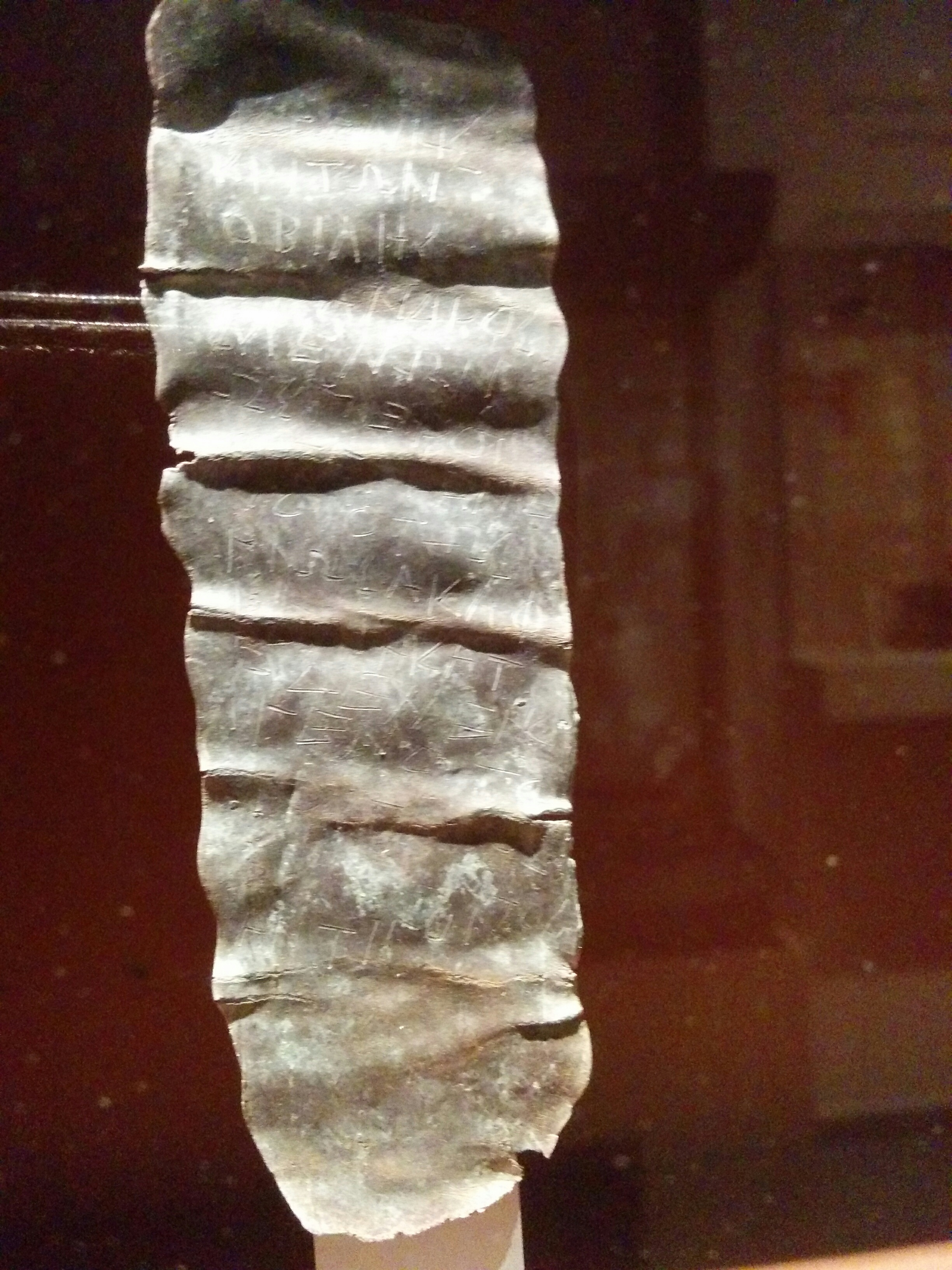
Griekse bindspreuk op lood, met als doel om de tong en spraak van vier personen te 'binden'. 4e eeuw v.Chr., Oreokastro-gebied, Thessaloniki. Archeologisch Museum van Thessaloniki.
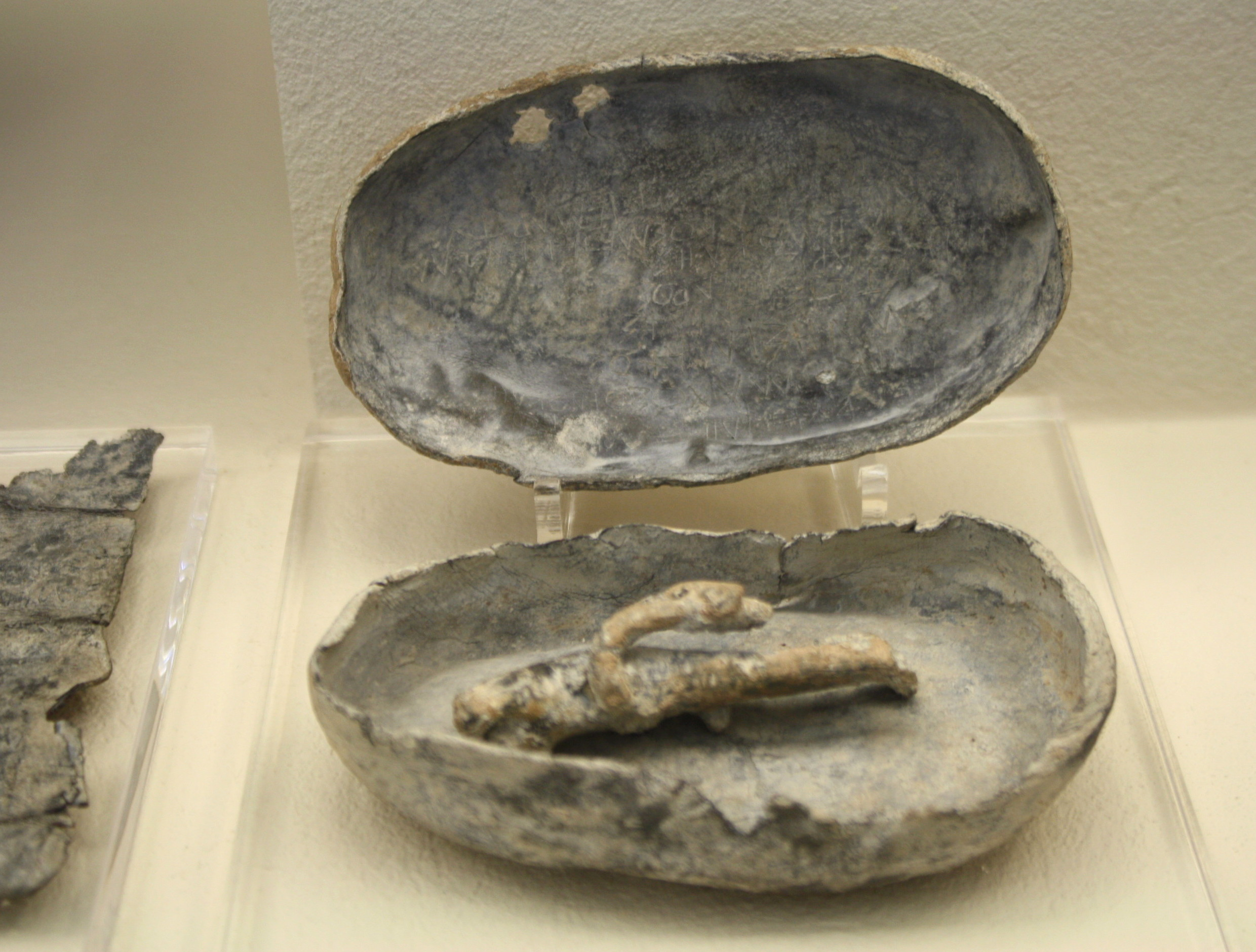
Vloek tegen opponenten in een proces, geschreven op een loden figuurtje in een loden doosje. Van circa 420-410 v.Chr., Aristion, Athene. Kerameikos Archeologisch Museum, Athene.
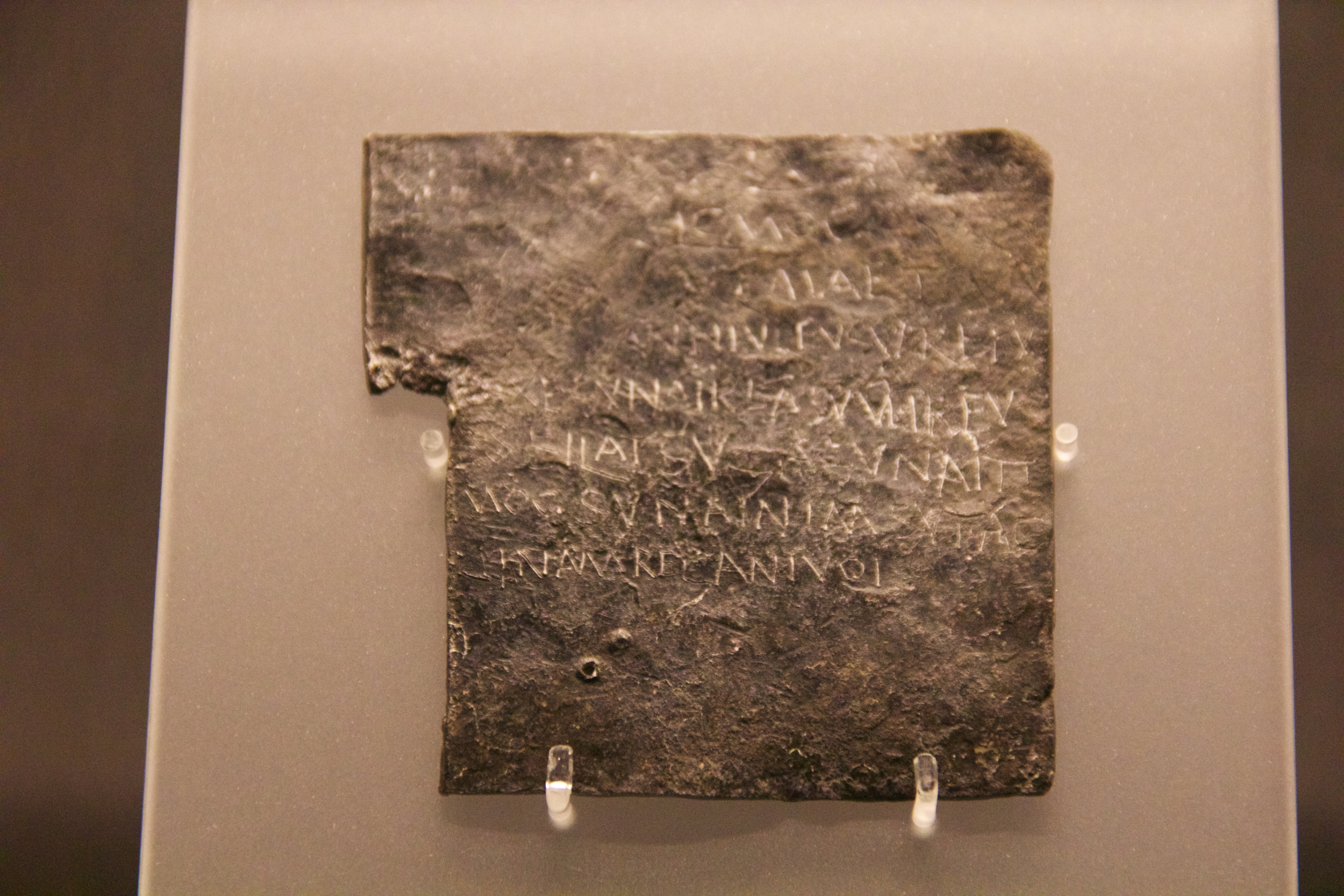
Loden tablet met een vloek naar aanleiding van diefstal met de vermelding van de mogelijke daders. Gevonden bij de Romeinse baden in Bath, Verenigd Koninkrijk.
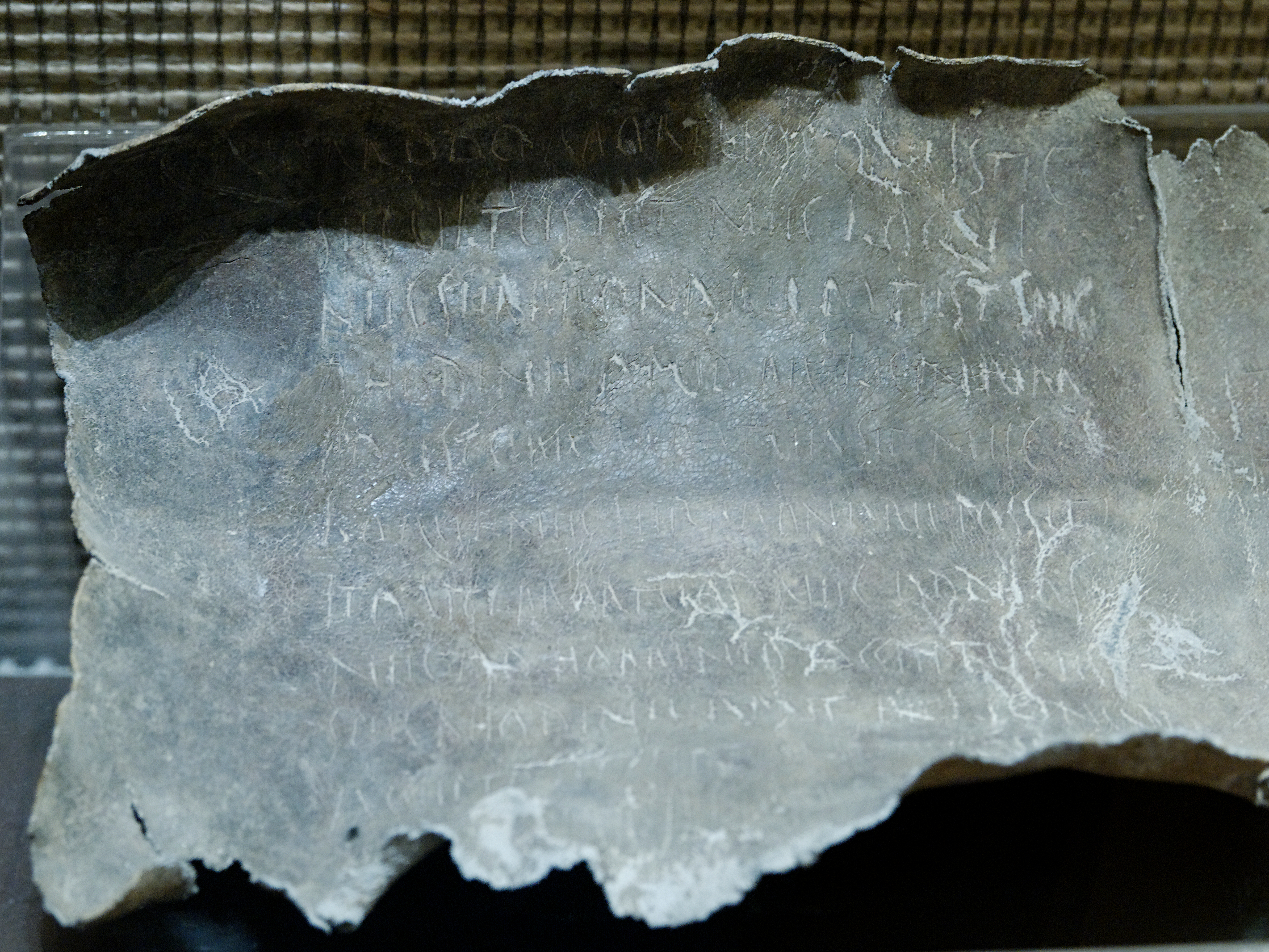
Een Latijnse bindspreuk (defixio). 1e eeuw v.Chr., gevonden in de begraafplaats nabij de Via Latina buiten Rome.
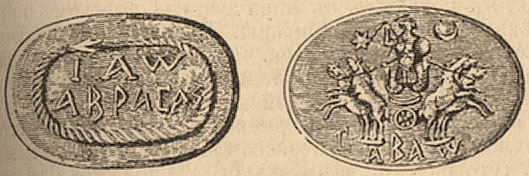
Grafische voorstelling van een stenen amulet uit de late oudheid, waarop de namen Iaô en Abrasax zijn te zien, godheden die ook voorkomen in de Griekse magische papyri. Illustratie uit de Brockhaus and Efron Jewish Encyclopedia (1906—1913).
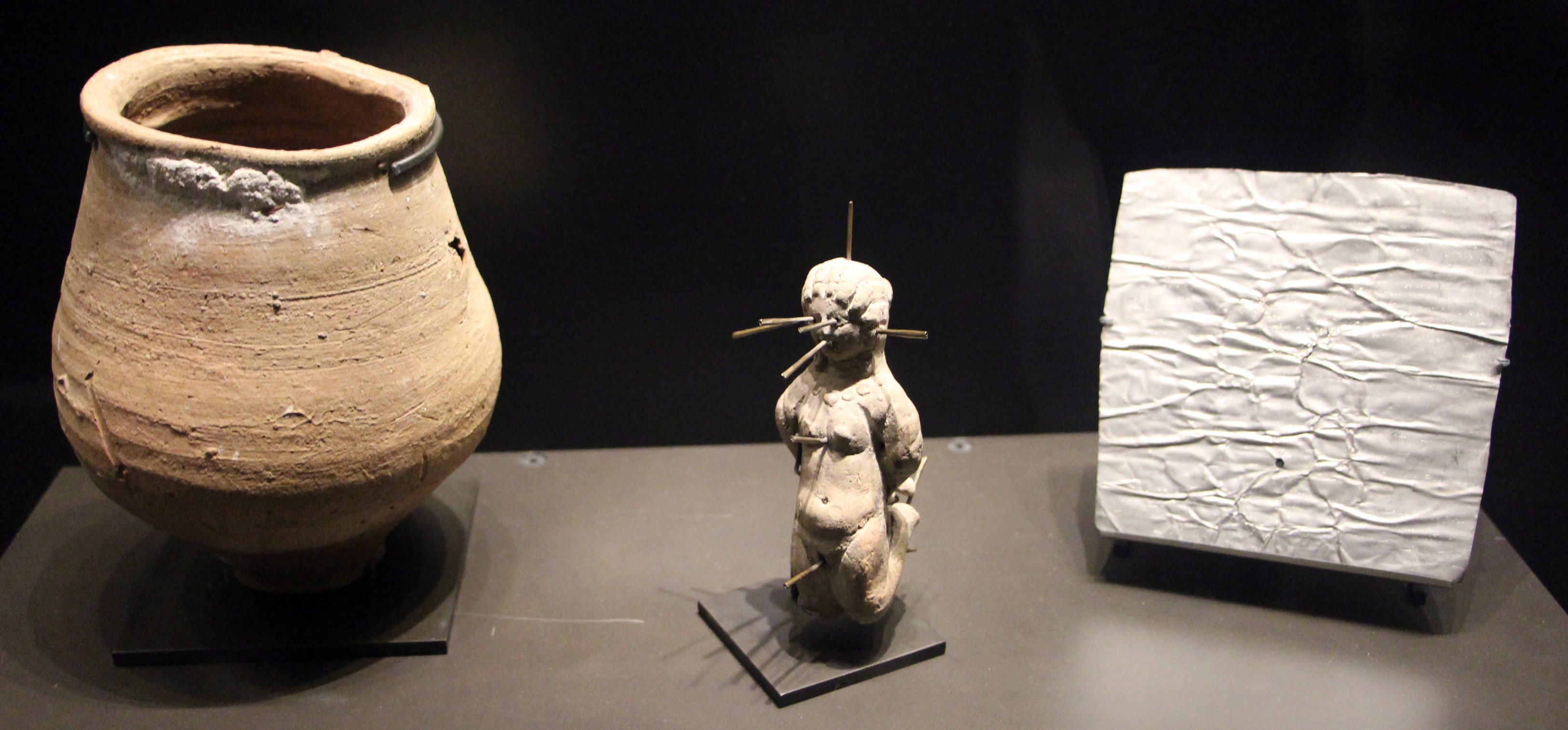
Aardewerken pot, loodtablet en figuurtje (kolossos). Het figuurtje is een voorstelling van een vrouw die met handen en voeten gebonden is. Dergelijke voodoofiguurtjes zijn op verschillende plaatsen in het Romeinse Rijk gevonden. 3e of 4e-eeuws, Egypte. Bewaard in het Louvre, Parijs.

## Waarzeggerij
Waarzeggerij (wichelarij) kwam bij Romeinen (divinatio) en Grieken (mantike, manteia) voor sinds archaïsche tijden en maakte deel uit van de publieke religie tot de verwerping ervan door het christendom en de islam. Diverse bevelhebbers en instituten maakten waarzeggerij tot deel van hun activiteiten, zoals de Romeinse senaat bij besluitvormingen. Dat verminderde gestaag gedurende de Romeinse republiek en vooral in de keizertijd, maar de interpretatie van voortekens bleef van belang in de politiek om bijvoorbeeld claims en autoriteit te rechtvaardigen. Het vermogen om de toekomst te voorspellen beschouwde men in principe als van de goden afkomstig. Vandaar het begrip profeet, 'iemand die voor een ander [een god] spreekt'. De Grieken verbonden manteia etymologisch met mania, 'waanzin', omdat de profetische gave een tijdelijk soort gekte zou inhouden. In het keizerrijk werd waarzeggerij meer beschouwd als hoofdonderdeel van magie.

### Natuurlijke waarzeggerij
In de klassieke oudheid onderscheidde men natuurlijke of intuïtieve van technische of kunstmatige waarzeggerij. Voor het eerstgenoemde waren geen bepaalde technische en theoretische vaardigheden nodig. Dit geldt voor bijvoorbeeld dromen en extasen, die de mens overkomen. Deze classificatie verdween in de late oudheid met de verbreiding van het christendom.

#### Orakels en profeten
De Greco-Romeinse wereld telde verscheidene gereputeerde orakels (oraculae), zoals die van Delphi en Dodona. Orakels en sibillen spraken typisch in raadsels (glossolalia), wat kon wijzen op bezetenheid (enthousiasmos). Die gekte werd ook aangeduid als extase, 'buiten zichzelf treden'. Volgens Plato was het orakel een ziener(es) (mantis), terwijl de ontcijferaars en doorgevers van de boodschap aan cliënten profeten waren, maar dit onderscheid was niet algemeen gangbaar. De precieze vorm van waarzeggerij verschilde van orakel tot orakel. In de Romeinse keizertijd circuleerden religieuze orakelteksten zoals de joodse Sibillijnse orakelen en de Chaldeïsche orakelen.
Naast traditionele orakels verschenen vanaf de 1e eeuw v.Chr. ook meer profeten waarvan werd gezegd dat ze religieuze waarheden openbaarden op initiatief van een god (apocalypsis). Ze kregen volgelingen en werden soms mettertijd gezien als wonderdoeners. Voorbeelden zijn Jezus Christus, Sjimon Bar-Kochba en Mani, stichter van het gnostische manicheïsme.

#### Dromen
Een archaïsche vorm van natuurlijke waarzeggerij was de voorspellende droom, waarin een god of geest een boodschap gaf. Men geloofde dat een persoon of god in een droom een expliciete opdracht kon geven (chrematismos, admonitio). Begreep men de symboliek van de droom niet, dan kon men naar droomuitleggers gaan zoals Artemidorus van Daldis (2e eeuw). Voorspellende dromen konden, zo geloofde men, worden opgewekt door te overnachten in een tempel (enkoimesus, incubatio). Dat ging soms gepaard met rituelen. Zo hoopte men bijvoorbeeld goddelijk advies te krijgen over het genezen van een ziekte. Men noemde deze waarzeggerij iatromantia. Droomorakels waren onder meer belangrijk binnen de orfische mysteriecultus. Neoplatonisten geloofden dat visioenen mogelijk waren door via rituelen in contact te komen met het goddelijke.

### Technische waarzeggerij
Er bestond geen vast aantal vormen van technische waarzeggerij, en er was geen sprake van een vaste reeks doctrines.
Ziekten werden soms verklaard door besmetting van het lichaam met demonische krachten. Men sprak dan van een míasma. Van de iatromantis ('heler-ziener'), zoals Empedocles en de legendarische Epimenides, geloofde men dat hij de bovennatuurlijke oorzaak ervan kon achterhalen en genezen. De heelmethode bestond uit kwaadafwerende (apotropëische) en zuiverende riten, zoals het herhaaldelijk uitspreken van een bepaalde bezweringsformule (epodos, epaoidos).
Een vroege vorm die Grieken en Romeinen belangrijk vonden was de vogelwichelarij (augurium), wat inhield dat men de toekomst poogde af te lezen door de vlucht van vogels te duiden. Voor staatsaangelegenheden wendde men zich tot een officiële vogelwichelaar (oionistes, augur). Daarnaast bestond de praktijk om de toekomst te voorspellen aan de hand van dierlijke organen, vooral de lever: haruspicina of haruspicium. Deze praktijk stond bekend als de 'Etruskische kunst' (Etrusca disciplina). Net als van auguren bestond in Rome een college van haruspices.
Er bestonden diverse andere kunstmatige vormen van waarzeggerij. Een oude vorm is het werpen van (dobbel)stenen en botten (sortes legere). Bibliomantia was het willekeurig opendoen van een boek en blindelings een regel aanduiden, die dan als een orakel gelezen werd. Dit deed men bij voorkeur bij de Bijbel (sortes Biblicae), de werken van Homerus en van Vergilius. Daarnaast is van historicus Ammianus Marcellinus (4e eeuw) een soort ouijibabord bekend: een driepoot van olijfhout met een rond bronzen blad, met langs de rand het Griekse alfabet. Men stelde een vraag en hield men een pendel boven het blad, die dan letters moest aanwijzen. Verder geloofde men de toekomst te kunnen voorspellen door middel van de elementen, het weer (brontologie), iemands fysieke kenmerken (fysionomie) en lichaamstaal, handlezen (chiromantia), het raadplegen van de doden (dodenorakel), en Greco-joodse gematria/isopsephia.

### Filosofische verklaring
Om te verklaren waarom men de toekomst meende te kunnen voorspellen ontwikkelde de stoïcijn Posidonius van Apamea (ca. 135 - 51 v.Chr.) het begrip kosmische sympathie. Sympathie hield in dat alles in de kosmos met elkaar in verbinding stond. Dromen die uitkwamen, zouden bijvoorbeeld worden verklaard doordat de ziel tijdens de slaap communiceert met de goden in de hemel of demonen die in de lucht woonden. Deze theoretische basis was van invloed op latere filosofie (middenplatonisme, neoplatonisme), esoterie (astrologie) en religie en mystiek (gnostiek, hermetisme).

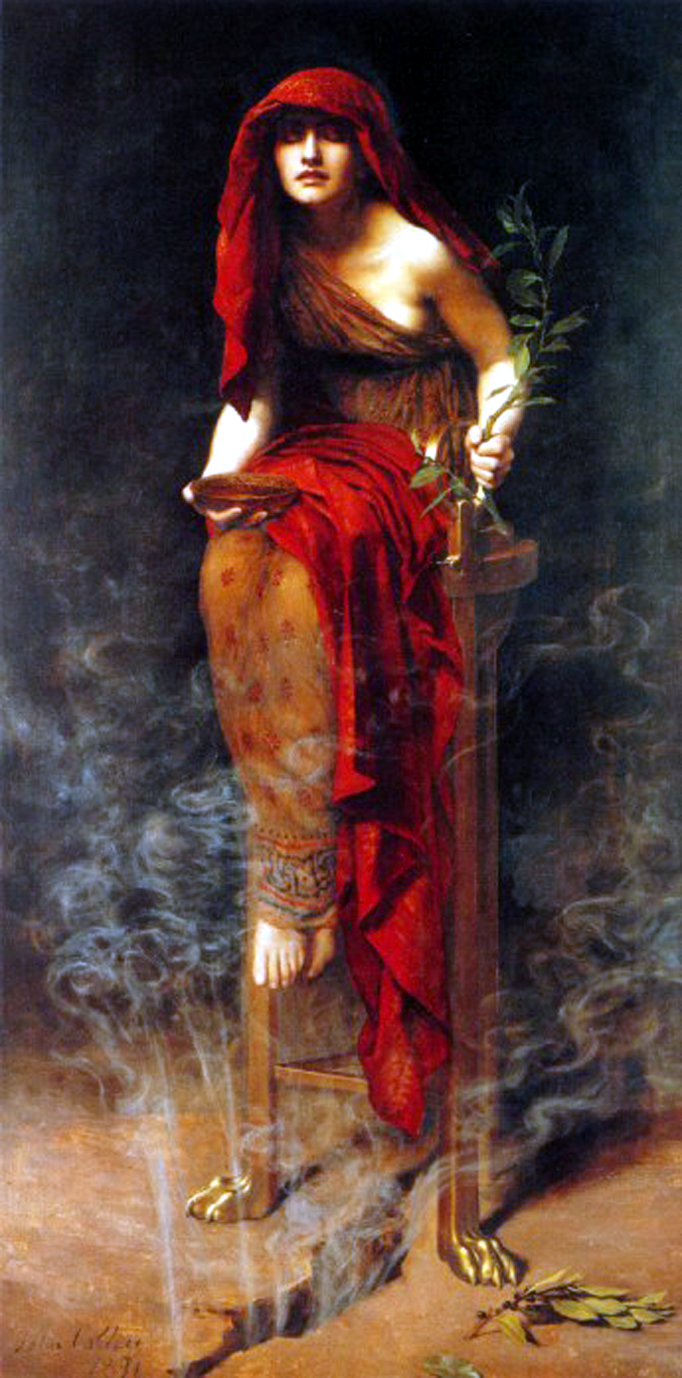
De Pythia, het orakel van Delphi, die in extase cryptische boodschappen van Apollo (of demonen) door zou hebben gegeven.
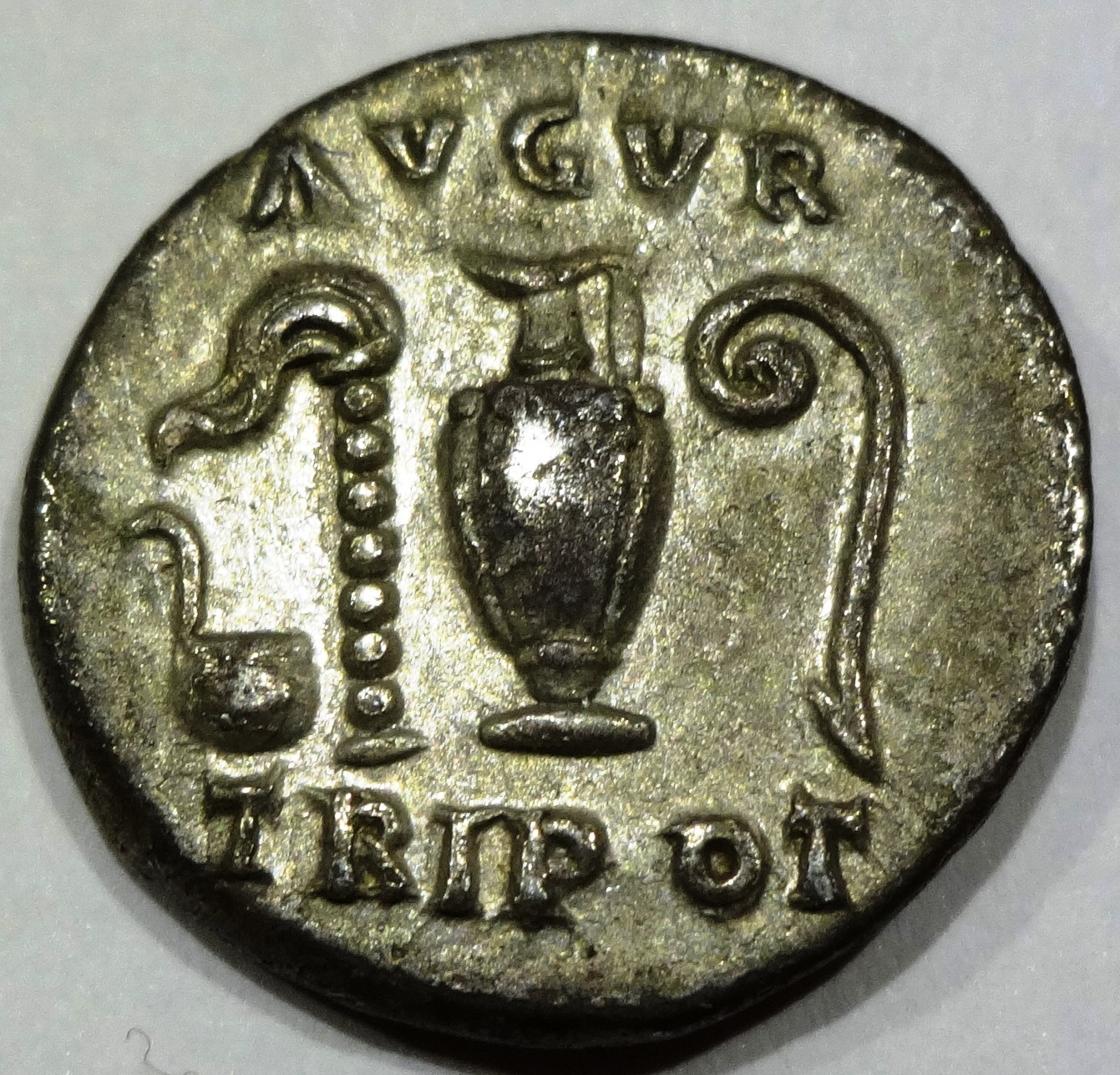
De toekomst voorspellen door de vlucht van vogels te interpreteren was een oude en belangrijke vorm van waarzeggerij. In Rome werd dit gedaan door auguren, die een officiële functie hadden. Deze munt gaat daarover. Geslagen ten tijde van keizer Vespasianus, 1e eeuw.
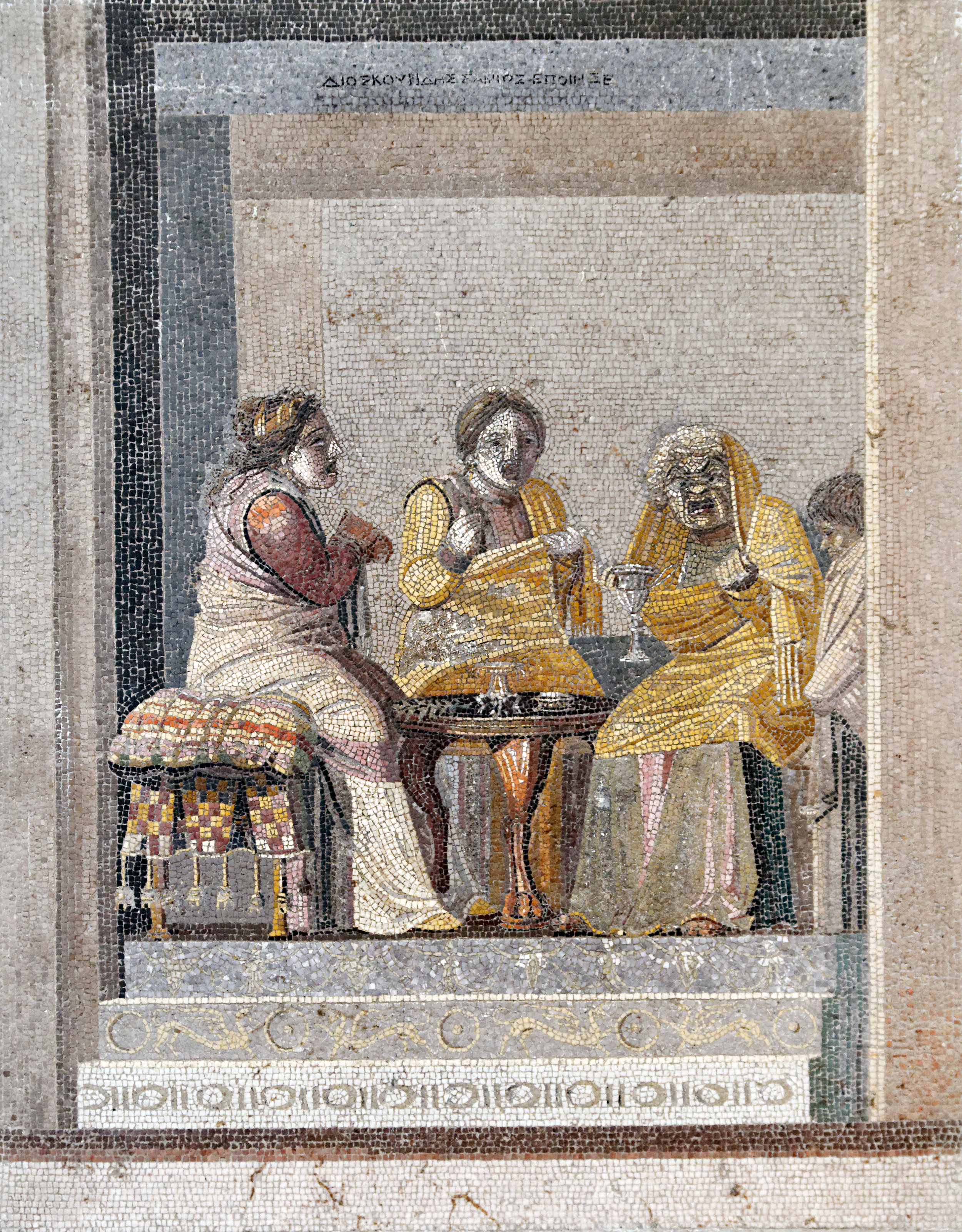
Het raadplegen van een heks. Mozaïek van Dioskourides of Samos uit het Huis van Cicero, Pompeï. 1e of 2e eeuw v.Chr.

## Wonderen
Het geloof in wonderen en wonderbaarlijke verschijnselen was wijdverbreid en onderscheidde zich van magie, omdat een wonder spontaan en publiekelijk plaatsvond. Een wonder gold bovendien als een aansporing (tekmerion) of voorteken (semeion, omen) van de goden. Naast droomduiding kende men ook andere fenomenen waarin men tekens kon zien, zoals de geboorte van mismaakte kinderen of spontane geslachtsverandering. Dergelijke wonderbaarlijkheden golden vaak als slechte voortekenen.
Men kende van oudsher verscheidene thaumatourgoi ('wonderdoeners') of iatromantes ('heler-zieners'), die men verschillende goddelijke krachten toekende. Onderzoekers spreken van sjamanen. Kenmerkende vermogens zijn extatische reizen, alomtegenwoordigheid, herinneringen aan vorige levens, het ondernemen van de tocht naar de onderwereld (katabasis), waarzeggerij, manipulatie van de natuur en het uitbannen van ziekte, maar ook een associatie met de cultus van de Hyperboreïsche Apollo.
Voorbeelden waren (in volgorde) de mythische Orpheus, Trophonius, Aristeas van Proconessus, Hermotimus van Clazomenae, Epimenides van Knossos, de Thracische Zalmoxis, esotericus-filosoof Pythagoras, Abaris, en arts-filosoof Empedocles. In de hellenistische periode verschijnen minder thaumaturgen in de bronnen, maar hoogstens personen die ofwel magiër, ofwel ziener, ofwel heler zijn. Het geloof in wonderdoeners leeft toch door in de keizertijd, wanneer van profeten werd beweerd dat ze wonderen konden verrichten, zoals Simon Magus, maar ook de neopythagoreeërs Apollonius van Tyana, Alexander van Abonoteichus en Marcus de Magiër. Er bestonden boeken waarin beschrijvingen van wonderbaarlijke verschijnselen waren verzameld, zoals Wonderbaarlijke verschijnselen van Phlegon van Tralles.

## Geestelijke wezens
Het geloof in geestelijke wezens was wijdverbreid sinds homerische tijden (ca. 800 v.Chr.), en dat gold ook voor de bezwering ervan. Vaak was het onduidelijk wat precies de verschillen waren tussen goden, demonen, engelen, aartsengelen, geesten en planeten die men voorstelde als bezield en goddelijk. Het was onduidelijk hoe men die verschillen kon herkennen. Bovendien geloofde men dat lagere wezens de neiging hadden zich voor te doen als hogere wezens. Ook zouden ze de toekomst kennen.

### Geesten van de doden
Sinds archaïsche tijden geloofde men in het ronddwalen van rusteloze geesten (phasmae). Men kende rusteloze geesten van vier soorten mensen, namelijk zij die een voortijdige dood stierven (aôroi), zij die een gewelddadige dood stierven (bi(ai)othanatoi), zij die voor het huwelijk stierven (agamoi), en zij die geen begrafenis hadden gekregen (ataphoi). Men geloofde dat ze incidenteel op eigen initiatief konden rondspoken onder de levenden, al werden ze vaak geacht verbonden te zijn met hun graf. Soms werden lijken daarom verminkt om de geesten te verzwakken, een praktijk die maschalismos heette. Men geloofde dat de horden rusteloze doden minstens eenmaal per jaar moesten worden gekalmeerd, bijvoorbeeld tijdens het Atheense lentefestival Anthesteria.
Dodenbezwering (necromantia) hield in dat men op magische wijze poogde de doden tevoorschijn te toveren, meestal om de toekomst te kunnen voorspellen. Die doden konden tevens bestaan uit helden of machtige koningen uit vroegere tijden. De wijze waarop men dit wilde bereiken, wisselde in tijd en plaats. Vaak vond het ritueel 's nachts plaats bij een put of een vuur, met plengoffers of offers van zwarte dieren, en onder het uiten van gebeden. De praktijk had echter uitgesproken negatieve connotaties. In het algemeen werd de praktijk veroordeeld en bij wet bestraft van het klassieke Griekenland tot en met het Romeinse keizerrijk. Redenen waren de frauduleuze aard van de praktijk, de vermeende schadelijke gevolgen, omdat men geloofde dat de doden niet graag gestoord werden, en omdat dodenbezweerders zich schuldig zouden maken aan grafschennis. Niettemin waren neopythagoreeërs ten tijde van Cicero (1e eeuw v.Chr.) geïnteresseerd in necromantie, en Plutarchus (46-127) vermeldde een dodenorakel (psychomanteion) in zuidelijk Italië, waar men via de incubatie de doden hoopte te kunnen raadplegen.

### Demonen

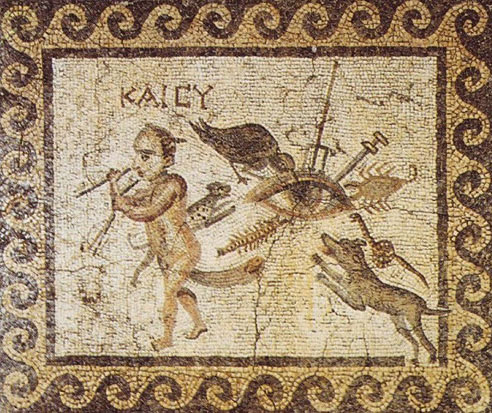
Een slechte demon (kakodaimon) en het boze oog, symbool van ongeluk. Het boze oog wordt met allerlei middelen aangevallen. Romeinse mozaïek uit het Huis van het Boze Oog, Antiochië.

Sinds Homerus noemden Grieken geesten en goddelijke wezens demonen (daimōnes, daimōnia). Pas in de hellenistische tijd werd een onderscheid gemaakt tussen goden en demonen. Men geloofde dat demonen zowel goed- als kwaadaardig waren, dat ze lang leefden of onsterfelijk waren, dat ze in mensen konden zitten om extase op te wekken of ziekte te veroorzaken, dat ze in de lucht woonden, en dat ze onder andere volgens de stoïcijn Chrysippus en het hermetisme de mensen beoordeelden op hun gedrag en indien nodig straften. Vaak bleven demonen abstracte en naamloze voorstellingen. Empousa, Lamia, Mormo, Gorgo, Ephialtes, Pan en satyrs worden in bronnen als demonen genoemd. De eerste drie worden beschreven met vampierachtige trekken.
De eerste demonologie werd ontwikkeld door de filosoof-priester Plutarchus. Hij verklaarde helderziendheid doordat sommige mensen trillingen in de lucht oppikten, die werden veroorzaakt door demonen, omdat die erg intens zouden denken. Verder zouden demonen weliswaar eeuwen leven maar uiteindelijk wel sterven, en dat verklaarde de achteruitgang van de orakels in zijn tijd. Later werden in de Chaldeïsche orakels en het werk van de neoplatonisten andere demonologieën ontwikkeld. In de eerste eeuwen groeide door joodse en vroegchristelijke invloed de overtuiging dat demonen slecht waren. Ze zouden klachten veroorzaken zoals epilepsie, krankzinnigheid en slaapwandelen, en exorcisme werd als remedie een gangbare praktijk bij onder andere vroege christenen, die tegelijkertijd de traditionele goden reduceerden tot kwaadaardige demonen.
In de Griekse magische papyri en gnostische teksten worden nog diverse andere wezens vermeld voor magische en mystieke doeleindes, zoals Abraxas, de Eonen en de Archonten. Laatstgenoemde zouden de gnosticus tegenwerken in diens poging gnosis te verkrijgen.

### Engelen
In gehelleniseerde gebieden werden goden soms aangeduid als engelen (angeloi, 'boodschappers'). In de keizertijd worden door joods-christelijke invloed aartsengelen en engelen vermeld in Griekse magische papyri. Joods-christelijk is ook de voorstelling van engelen en demonen als georganiseerde legerscharen en de tegenstelling van slechte demonen en goede engelen. In de Chaldeïsche orakels staat dit onderscheid ook. Neoplatonisten die zich door deze tekst lieten beïnvloeden, zoals Porphyrius, stelden in beginsel dat engelen en demonen gelijksoortig waren, maar plaatsten ze in een hiërarchie: demonen leefden op aarde, engelen in de ether. De ontwikkeling van christelijke engelencultussen in met name de oostelijke Mediterrane wereld en Mesopotamië leidde tot angelologieën, zoals bij pseudo-Dionysius de Aereopagiet.

### Beschermgeest
In het archaïsche Griekenland bestond het idee dat de geesten van overleden mensen demonen konden worden. Hieruit ontwikkelde het geloof in demonen als persoonlijke beschermgeesten (agathodaimon, genius), zoals bij Socrates. In het verhaal van Er behandelde Plato reïncarnatie en het selecteren van een beschermgeest door de ziel. Het geloof daarin werd normaal in de hellenistische tijd. In het stoïcisme werd de demon vervolgens gezien als een goddelijk deel van de menselijke geest. Via het pythagorisme werd de beschermgeest in het jodendom gezien als een engel die het individu in de hemel representeerde. Dit geloof in een beschermengel werd overgenomen door vroege christenen en werd vooral in de oostelijke Mediterrane wereld populair.

## Astrologie

De Thema Mundi, een mythische horoscoop van de vermeende stand van zaken aan het begin van de geschiedenis. Vermeld door onder andere Macrobius (Commentaar op de 'Droom van Scipio', I.21), Julius Firmicus Maternus, en in de Dode Zee-rollen.

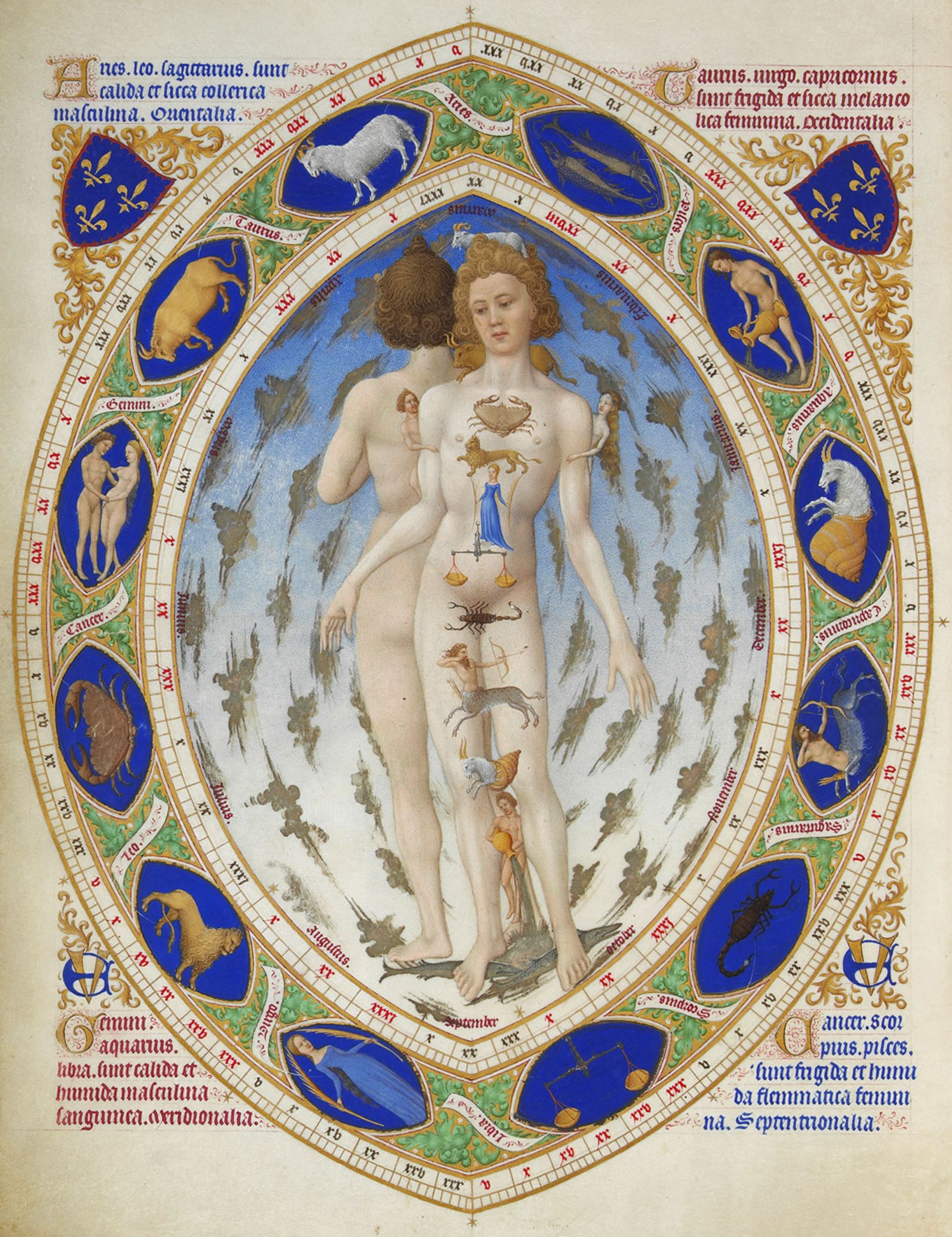
De notie dat lichaamsdelen zouden corresponderen met sterrenbeelden ontwikkelde zich in de hellenistische periode, en bestond ook in de middeleeuwen nog. Très Riches Heures du duc de Berry, 1411-1416.

Bij de Romeinen konden astronomia en astrologia beide verwijzen naar astrologie. De Grieken noemden astrologie en astrologen vooral mathesis en mathematikos, omdat astrologie berekeningen vereiste. In de Griekse wereld ontwikkelde astrologie zich vanaf de 2e eeuw v.Chr. Van iets latere datum zijn mystiek-astrologische teksten, waarin astrologie werd voorgesteld als weg tot het goddelijke. Deze teksten werden veelal toegeschreven aan de legendarische Hermes Trismegistus. De hellenistische astrologie was een vermenging van Griekse astronomie en rekenkunde, Egyptische religie en tradities uit Babylonië (Chaldea), waar astrologie ontstond. Astrologen werden ook wel chaldeeërs genoemd. Sommige astrologen zagen zichzelf als zieners, anderen als mystici.
Mettertijd kon de bevolking astrologen raadplegen voor advies over handel, politiek en liefde, alsmede voor horoscopen voor iemands geboorte, voor de wereldgeschiedenis, voor het nieuwe jaar en voor het verklaren van voortekens. Astrologie hield ook de studie in naar verbanden tussen de sterren en planeten enerzijds, en het lichaam, stenen of planten anderzijds (melothesia). De studie naar verbanden tussen ziekte en gezondheid in het menselijk lichaam en sterren en planeten heette iatromathematica. Astrologie was technisch en werd geleerd uit handboeken. Het vroegst bekende handboek dat is overgeleverd is de Astronomica van Marcus Manilius (begin 1e eeuw).
De leer sloot aan bij filosofische doctrines. Zo beweerde Aristoteles dat de hemellichamen goddelijke intelligenties waren die het aardse leven beïnvloedden, en de stoïci accepteerden astrologie omdat ze geloofden in het noodlot (heimarmenê) en kosmische sympathie. Niet iedereen geloofde in astrologie, zoals sceptici binnen de latere platonische school. Toch was het geloof erin wijdverbreid, en meerdere Romeinse keizers verbanden astrologen om te vermijden dat die bijvoorbeeld hun sterfdag en opvolger konden bepalen. De Greco-Romeinse astrologie beïnvloedde de Indiase, en via Perzische tekstvertalingen ook de Arabische. Daarnaast werd astrologie gecombineerd met mystiek in onder andere de mysteriecultussen van het mithraïsme en het hermetisme. Een mithraïstisch voorbeeld is de Mithrasliturgie, waar astrologische noties gecombineerd worden met theürgie. Een hermetisch voorbeeld is Inwijding in de achtste en negende sfeer.

## Alchemie

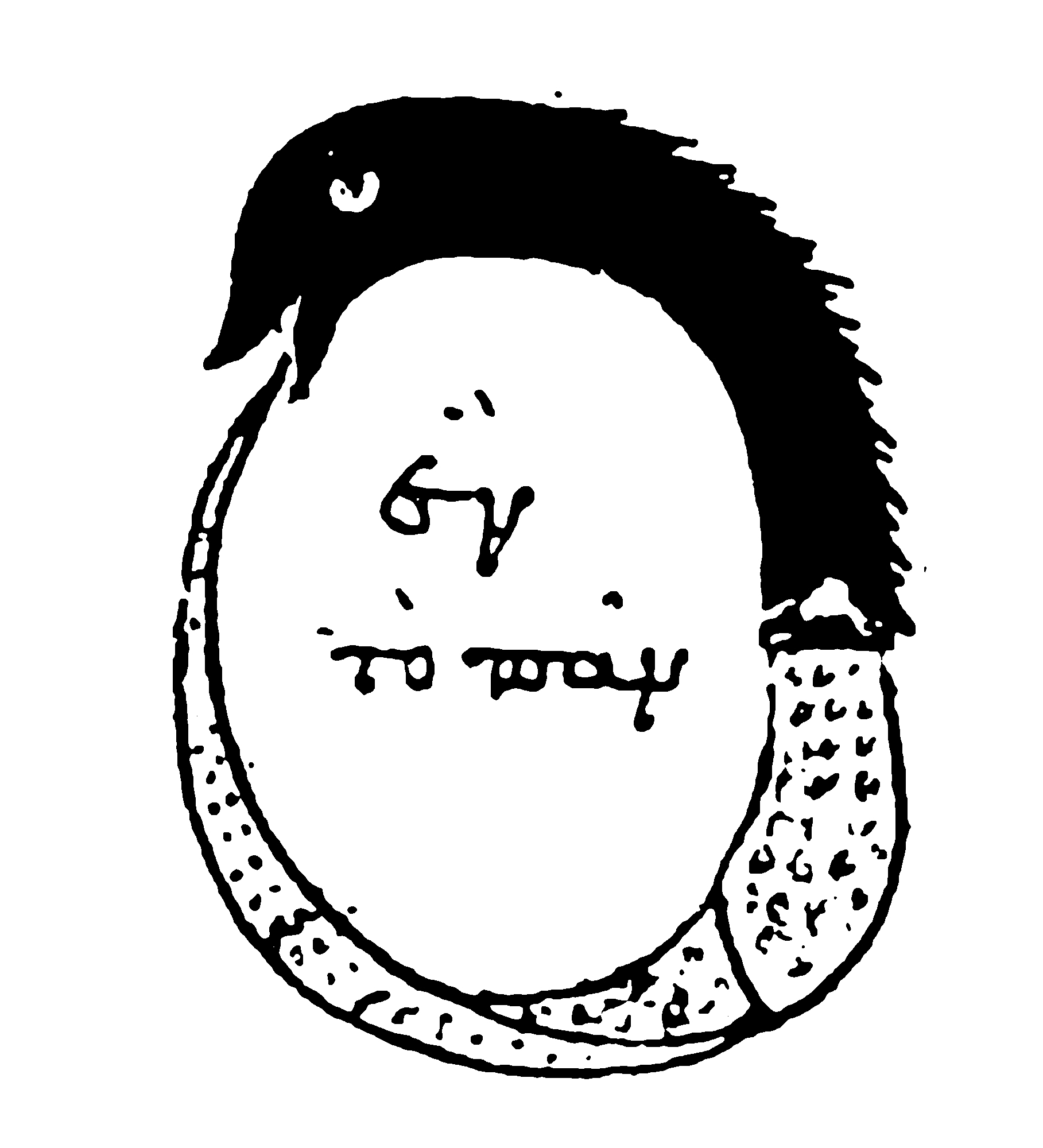
De ouroboros staat voor eenheid. Vandaar de tekst: hen to pan, 'het al is één'. Deze gedachte hangt samen met kosmische sympathie en de vermeende invloed van sterren en planeten op het aardse leven. Tekening uit een Oudgriekse, alchemistische tekst, toegeschreven aan Cleopatra. 10e of 11e-eeuws handschrift, Codex Marcianus graecus 299 fol. 188v.

Alchemie verschijnt pas in de bronnen van de 2e tot en met de 4e eeuw in Egypte. Het doel ervan was voornamelijk om door middel van legeringen en kleuringen kostbare producten te imiteren, zoals parels, edelstenen, goud en zilver. Daarbij speelden tincturen en apparatuur een grote rol. De alchemistische recepturen vertonen religieuze en filosofische invloeden van bijvoorbeeld het hermetisme, de gnostiek en het neoplatonisme, met pseudepigrafische auteurs zoals Mozes, Isis, Agathodaimon en vooral Hermes Trismegistus. De beschrijving van het alchemistische werk gebeurde door middel van symbolen en allegorieën en termen van mythen, magie en kosmische sympathie. Dat gebeurde vooral in het werk van Zosimos van Panopolis (ca. 300), de eerst bekende historische alchemist. Desondanks was alchemie vooral een praktische en geen spirituele bezigheid.